# Каменное (Юкаменский район)
Каменное — деревня в Юкаменском районе Удмуртии. Входит в состав Засековского сельского поселения.

## География
Деревня расположена на северо-западе республики на расстоянии примерно в 9 километрах по прямой к юго-востоку от районного центра Юкаменского.
Часовой пояс
Деревня Каменное как и вся Удмуртия, находится в часовой зоне МСК+1. Смещение применяемого времени относительно UTC составляет +4:00.

## Население
| 2010 | 2012 |
| ---- | ---- |
| 17   | ↘13  |

Национальный состав
Согласно результатам переписи 2002 года, бесермяне составляли 80 % из 20 чел..